# جغرافیای مالدیو

مجمع‌الجزایر مالدیو در نزدیکی و در شمال خط استوا واقع شده‌اند.

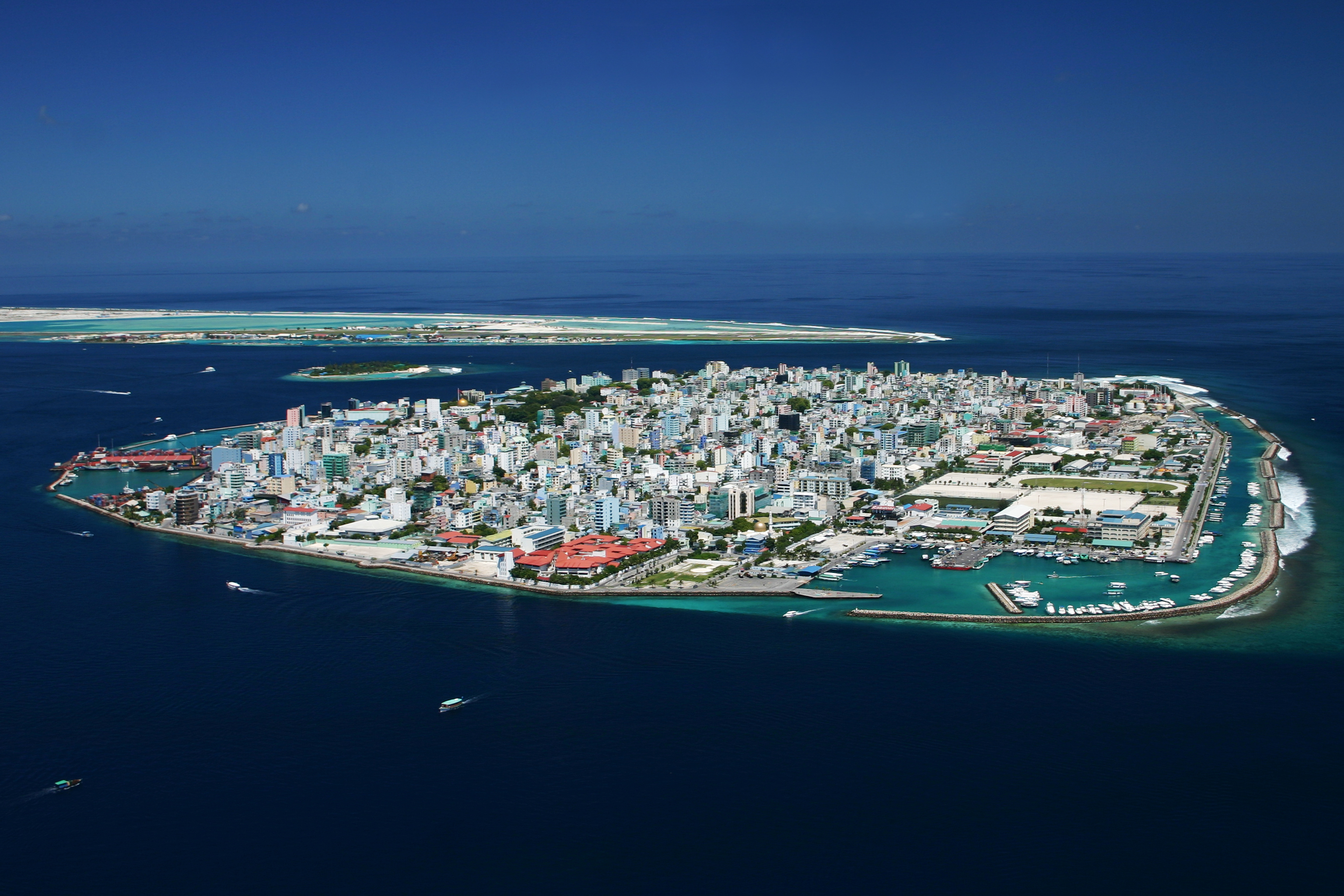
نمایی از ماله، پایتخت مالدیو.

مجمع الجزایر مالدیو در جنوب غربی کرانه‌های هندوستان قرار گرفته و کوتاه‌ترین فاصلهٔ آن تا کرانه‌های هند، ۶۰۰ کیلومتر است. مالدیو در جنوب هند قرار دارد و از دو ردیف از جزایر مرجانی در اقیانوس هند، درست در بالای خط استوا تشکیل شده‌است.
مجمع‌الجزایر مالدیو بر روی فلات زیرآبی چاگوس-لاکادیو قرار گرفته و به همراه مجمع‌الجزایر چاگوس و لاکشادویپ یک زیست‌بوم خاکی را تشکیل می‌دهد.
جزایر مالدیو مجموعه‌ای مرجانی هستند که از تاج‌های یک رشته‌کوه آتشفشانی باستانی زیرآبی ساخته شده‌اند. همه جزایر کم‌ارتفاع هستند و هیچ‌کدام بیش از ۱٫۸ متر از سطح دریا بالاتر نمی‌روند. صخره‌های این جزایر به‌صورت سدی از آنها در برابر اثرات مخرب بادهای موسمی محافظت می‌کنند. مالدیو تپه‌ماهور و رودخانه‌ای ندارد.
جمهوری مالدیو مجمع‌الجزایری متشکل از ۱۱۹۲ جزیره مرجانی است که در ۲۶ گروه آب‌سنگی گروه‌بندی می‌شوند. این جزایر در پهنه‌ای آبی در حدود ۹۰ هزار کیلومتر مربع پراکنده‌اند اما کل مساحت خشکی آن‌ها فقط ۲۹۸ کیلومتر مربع است. بزرگ‌ترین جزیره پنج کیلومتر مربع مساحت دارد و در مالدیو تنها ۹ جزیره با مساحتی بزرگتر از دو کیلومتر مربع وجود دارند. ۲۰۰ عدد از جزیره‌ها مسکونی هستند و ۸۸ جزیره دیگر دارای اقامتگاه‌های گردشگری هستند. سواحل در بسیاری از جزایر دارای شن و ماسه نرم و ریز است، اما در برخی جزایر دیگر صخره‌ای است و راه رفتن با پای برهنه بر روی این سواحل دشوار است. در تقریباً همه جزایر بخشی از ساحل دارای ماسه‌های ریز است.
پایتخت کشور ماله نام دارد و در کناره جنوبی آبسنگ ماله شمالی قرار گرفته که جزئی از آبسنگ کافو به‌شمار می‌آید. ماله پایتخت و بزرگ‌ترین شهر و مرکز تجاری کشور مالدیو به‌شمار می‌رود که دارای مرز آبی با کشور سریلانکا است و فرودگاه مجهز و مدرنی دارد. نام ماله از کلمه «ماهالای» گرفته شده که در زبان سانسکریت به معنای «خانه بزرگ» است و به‌طور کلی در این زبان این کلمه اشاره به قصر پادشاه دارد. این شهر مرکز همه فعالیت‌های تجاری است که از چهار بخش: هنویرو، گالولهو، مافانو و ماچانگولی. تشکیل شده‌است. مسجد جامع، موزه ملی، مقر مولی آگ، مسجد قدیمی و بازار ماهی از نقاط دیدنی شهر ماله می‌باشند.

## تقسیمات کشوری

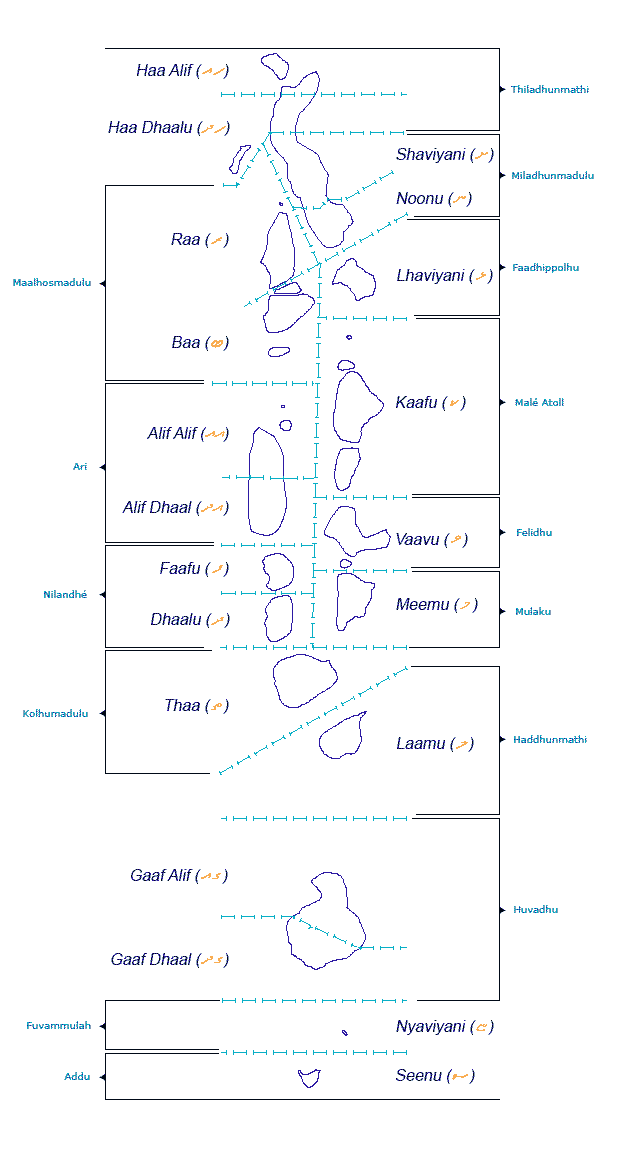
آبسنگ‌ها و تقسیمات در مالدیو.

مالدیو هفت استان دارد به شرح زیر (ماله، پایتخت، واحد تقسیماتی جداگانه‌ای به‌شمار می‌آید):
1. استان ماتی اوتورو: شامل آب‌سنگ‌ها الیف، آب‌سنگ‌ها دالو و آب‌سنگ شاویانی.
2. استان اوتورو: شامل آب‌سنگ نونو، آب‌سنگ را، آب‌سنگ با و آب‌سنگ لاویانی.
3. استان مدو اوتورو: شامل آب‌سنگ کافو، آب‌سنگ الیفو الیفو، آب‌سنگ الیفو دالو و آب‌سنگ واوو.
4. استان مدو: شامل آب‌سنگ میمو، آب‌سنگ فافو و آب‌سنگ دالو.
5. استان مدو دکونو: شامل آب‌سنگ تا و آب‌سنگ لامو.
6. استان ماتی دکونو: شامل آب‌سنگ گافو الیفو و آب‌سنگ گافو دالو.
7. استان دکونو: شامل آب‌سنگ گناویانی و شهر آدو.

## آب و هوا
دمای هوای مالدیو تحت تأثیر اقیانوس هند در تمام مدت سال بین ۲۴ تا ۳۳ درجه سانتیگراد متغیر می‌باشد. علی‌رغم وجود هوای شرجی نسبتاً بالا، نسیم دریایی مداوم خنک باعث جابجا شدن هوا و تعدیل گرما می‌شود. فصول عمده این کشور را دو فصل خشک و بارانی تشکیل می‌دهند که فصل بارانی از اواخر آوریل تا اواخر اکتبر با باد و طوفان همراه می‌باشد.
اگرچه رطوبت هوا نسبتاً زیاد است، نسیم ثابت دریا به جریان یافتن هوا کمک می‌کند. دو فصل بر آب و هوای مالدیو غالب است: فصل خشک مرتبط با بادهای موسمی شمال شرقی زمستان و فصل بارانی که توسط بادهای موسمی تابستانی جنوب غربی به ارمغان می‌آید.
از آنجایی که مالدیو پست‌ترین کشور در سراسر جهان است، بالاترین ارتفاع در این کشور جزیره‌ای از ۸ فوت تجاوز نمی‌کند، دما دائماً بالا است و به‌ندرت حتی در شب به زیر ۲۵ درجه سانتی‌گراد (۷۷ درجه فارنهایت) می‌رسد.
میانگین بارندگی سالانه ۲۵۴۰ میلی‌متر (۱۰۰ اینچ) در شمال و ۳۸۱۰ میلی‌متر (۱۵۰ اینچ) در جنوب کشور است. آب و هوا در مالدیو تحت تأثیر خشکی بزرگ جنوب آسیا در شمال است. وجود این خشکی باعث تفاوت گرمایش هوا بر فراز آب و خاک می‌شود. دانشمندان همچنین به عوامل دیگری در شکل‌گیری بادهای موسمی اشاره می‌کنند، از جمله سد هیمالیا در حاشیه شمالی آسیای جنوبی و شیب خورشید به سمت شمال، که جریان جتی را به سمت شمال می‌برد. این عوامل هجوم هوای مملو از رطوبت را از اقیانوس هند بر فراز آسیای جنوبی به راه می‌اندازد که منجر به بادهای موسمی جنوب غربی می‌شود.
هوای گرمی که در طی آوریل و مه بر فراز آسیای جنوبی بالا می‌آید، مناطق کم‌فشاری ایجاد می‌کند که بادهای خنک‌تر و مرطوب‌کننده‌ای از اقیانوس هند در آن جریان دارند. در مالدیو، بادهای موسمی مرطوب جنوب غربی از اواخر آوریل تا پایان اکتبر ادامه دارد و بدترین آب و هوا را همراه با بادهای شدید و طوفان به همراه می‌آورد. در ماه مه ۱۹۹۱ بادهای موسمی شدید امواج جزر و مدی ایجاد کرد که به هزاران خانه و اسکله آسیب رساند، زمین‌های قابل کشت را با آب دریا غرق کرد و هزاران درخت میوه را ریشه‌کن کرد. خسارات وارده حدود ۳۰ میلیون دلار آمریکا برآورد شد.
تغییر از بادهای موسمی مرطوب جنوب غربی به بادهای موسمی خشک شمال شرقی در جنوب آسیا در ماه‌های اکتبر و نوامبر رخ می‌دهد. در این دوره بادهای شمال شرقی به شکل‌گیری بادهای موسمی شمال شرقی کمک می‌کند که در اوایل دسامبر به مالدیو می‌رسد و تا پایان مارس ادامه دارد. با این حال، الگوهای آب و هوای مالدیو همیشه با الگوهای موسمی جنوب آسیا مطابقت ندارد. بارش باران در سراسر کشور گاه تا یک هفته در اواسط فصل خشک هم ادامه می‌یابد.